# 아제르바이잔의 부통령
아제르바이잔 공화국의 부통령(아제르바이잔어: Azərbaycan Respublikasının Birinci vitse-prezidenti)은 2016년 개헌을 통해 신설된 조직으로, 2017년에 신설되었다. 초대 부통령은 대통령 일함 알리예프의 배우자인 메흐리반 알리예바이며, 부통령 임명자는 아제르바이잔의 대통령이다.

## 아제르바이잔 공화국의 부통령 (2017년 ~ 현재)
| 대 | 이름              | 사진 | 임기 시작       | 임기 끝 | 정당             |
| -- | ----------------- | ---- | --------------- | ------- | ---------------- |
| 1  | 메흐리반 알리예바 |      | 2017년 2월 21일 | 현임    | 신아제르바이잔당 |

## 같이 보기
- 아제르바이잔의 대통령